# Orchis militaris
Orchis militaris, en català botó de gos, botons de gos, orquis militar, és una espècie d'orquídies inclosa en el gènere Orchis de la subfamília Orchidoideae, de la família Orchidaceae. Es distribueixen per Europa. Són d'hàbits terrestres i tenen tubercles.

## Etimologia
Les orquídies obtenen el seu nom del grec "orchis", que significa 'testicle', per l'aparença dels tubercles subterranis en algunes espècies terrestres. La paraula 'orchis' la va usar per primera vegada Teofrast (371/372 - 287/286 aC), en el seu llibre "De historia plantarum" (La història natural de les plantes). Va ser deixeble d'Aristòtil i és considerat com el pare de la botànica i de l'ecologia.
I prové també del llatí militaris per la forma dels sèpals, que li dona a la flor una aparença de guerrer.

## Hàbitat

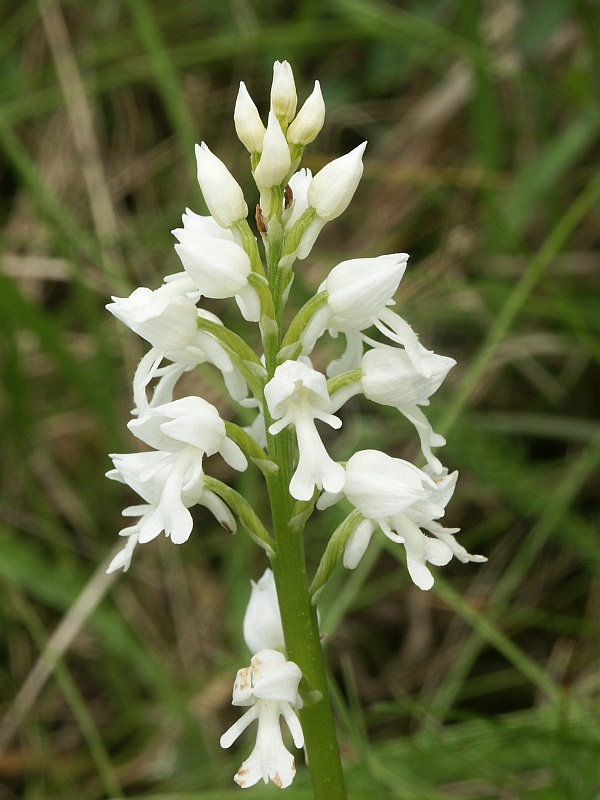
Orchis militaris albiflora.

Es desenvolupa en prats i terrenys a la llum solar directa o mitja ombra. Es troba en tot Europa, tret de la zona mediterrània. Als Països Baixos es troba a la llista vermella. A Bèlgica és força rara, tot i que les poblacions semblen augmentar els darreres anys: a Famenne, Lorena belga, Voeren i el mont Sant Pere. A Alemanya se n'ha observat una varietat blanca, l'Orchis militaris albiflora.

## Descripció
Les fulles són oblonges, amb una longitud de 5 cm. Creixen des dels nòduls subterranis, que tenen una grandària màxima de 6 cm i són rodons.
Les inflorescències, que són erectes en espiga, surten de la roseta basal de fulles, i la tija està coberta en 1/3 per una bràctea color verd clar.
Presenta una densa floració amb flors petites. Els tres sèpals són iguals en grandària, estant soldats pels costats i queden els àpexs solts formant una espècie de casc militar (d'aquí el nom), que cobreix la columna. Els sèpals presenten un color blanc rosat uniforme en el feix, i unes nervadures de color rosa intens en l'envés.